# Harald Zwart
Harald Zwart (ur. 1 lipca 1965 w Holandii) – norweski reżyser, producent, scenarzysta, aktor oraz montażysta filmowy.

## Życiorys
Harald Zwart ukończył studia w Holenderskiej Akademii Filmowej w Amsterdamie. Popularność przyniosły mu filmy reklamowe, teledyski oraz zrealizowany dla szwedzkiej telewizji czteroodcinkowy serial Commander Hamilton z Peterem Stormare, Leną Olin i Markiem Hamillem w rolach głównych. Wersję skróconą serialu wyświetlano także w kinach. Pracował również nad filmem Supernatural Law, opartym na serii komiksów Wolff & Byrd.

## Życie prywatne
Jest mężem Veslemøy Ruud, z którą ma córkę Stellę.

## Filmografia[3]

### Filmy

#### Reżyser
- 1992: Parents
- 1996: Hytta
- 1998: Komandor Hamilton (Hamilton)
- 2001: O czym marzą faceci (One Night at McCool's)
- 2003: Agent Cody Banks
- 2008: Lange flate ballær II – I kongens klær
- 2009: Różowa Pantera 2 (The Pink Panther 2)
- 2010: Karate Kid (The Karate Kid)
- 2013: Dary anioła: Miasto kości (The Mortal Instruments: City of Bones)
- 2014: The Mortal Instruments: City Of Ashes
- 2017: Den 12. mann

#### Producent
- 2003: Agent Cody Banks
- 2006: Lange flate ballær
- 2009: Zombie SS (Død snø)
- 2010: Tomme tønner
- 2012: Wyprawa Kon-Tiki (Kon-Tiki)

#### Scenarzysta
- 1992: Parents
- 2004: Agent Cody Banks 2: Cel Londyn (Agent Cody Banks 2: Destination London)

#### Montażysta
- 1992: Parents

#### Aktor
- 1991: Buicken - store gutter gråter ikke jako młody pracownik
- 2012: Inside Stargate jako on sam

### Seriale

#### Reżyser
- 2001: Commander Hamilton